# 마하반둘라 다리

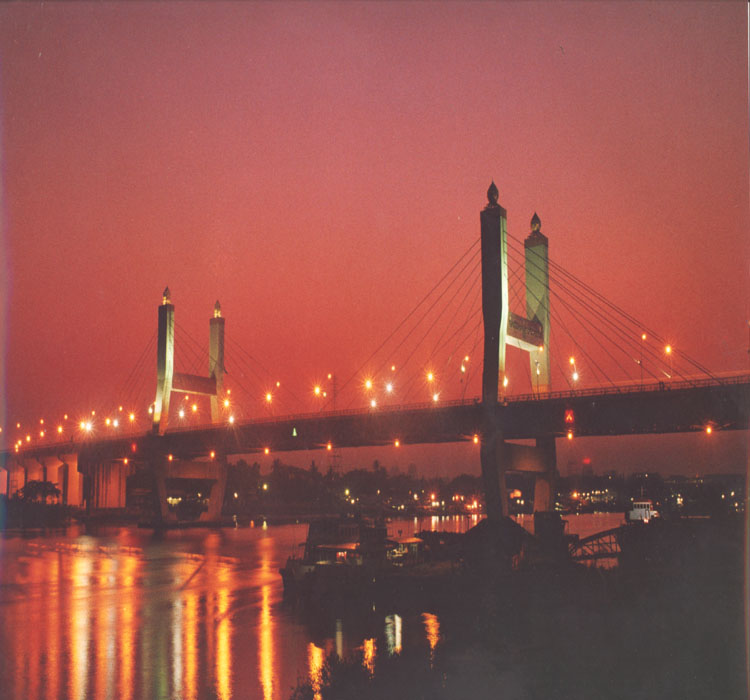

마하반둘라 다리는 미얀마 양곤에 있는 다리이다. 다리의 이름은 마하반둘라에서 따왔다. 마하반둘라 도로랑 연결된다.